# دنیلو دمبروزیو
دنیلو د آمبروزیو (ایتالیایی: Danilo D'Ambrosio؛ زاده ۹ سپتامبر ۱۹۸۸) بازیکن فوتبال اهل ایتالیا است در پست مدافع برای باشگاه فوتبال مونتزا بازی می‌کند.

## افتخارات

### باشگاهی
اینتر میلان
- سری آ(۱): ۲۱–۲۰۲۰
- جام حذفی فوتبال ایتالیا(۲): ۲۲–۲۰۲۱، ۲۳–۲۰۲۲
- سوپر جام فوتبال ایتالیا(۲): ۲۰۲۱، ۲۰۲۲
- لیگ قهرمانان اروپا: ۲۳–۲۰۲۲ نایب قهرمان
- لیگ اروپا: ۲۰–۲۰۱۹ نایب قهرمان

## آمار ملی

### بازی‌های ملی
تا تاریخ ۱۱ نوامبر ۲۰۲۰
| ایتالیا | ایتالیا | ایتالیا |
| سال     | بازی    | گل      |
| ------- | ------- | ------- |
| ۲۰۱۷    | ۱       | ۰       |
| ۲۰۱۸    | ۱       | ۰       |
| ۲۰۱۹    | ۱       | ۰       |
| ۲۰۲۰    | ۳       | ۰       |
| مجموع   | ۶       | ۰       |